# Glochidion hohenackeri
Glochidion hohenackeri là một loài thực vật có hoa trong họ Diệp hạ châu. Loài này được (Müll.Arg.) Bedd. mô tả khoa học đầu tiên năm 1872.